# Sucellus

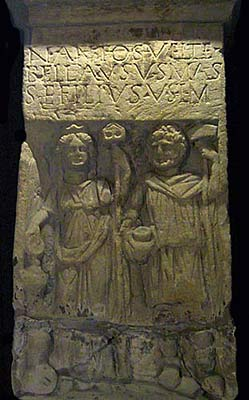
Relief van Nantosuelta en Sucellus uit Sarrebourg

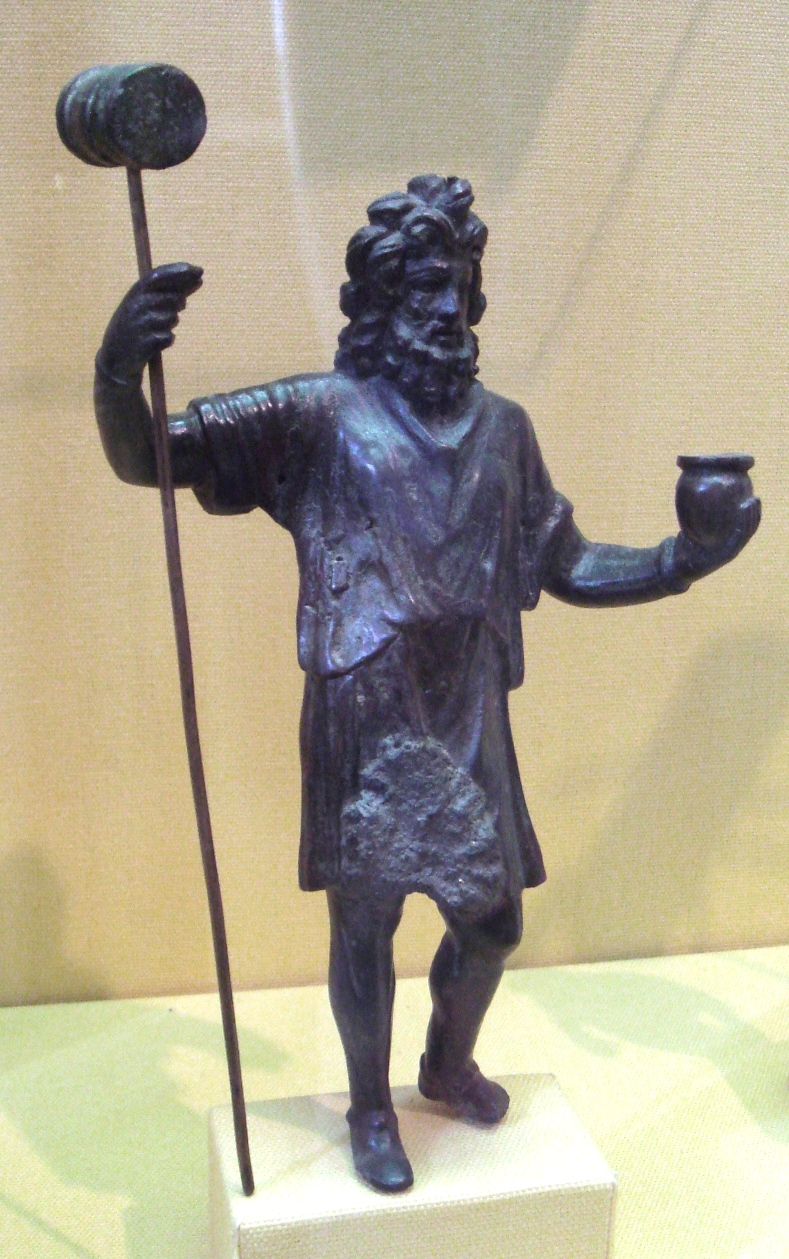
De Keltische god Sucellus.

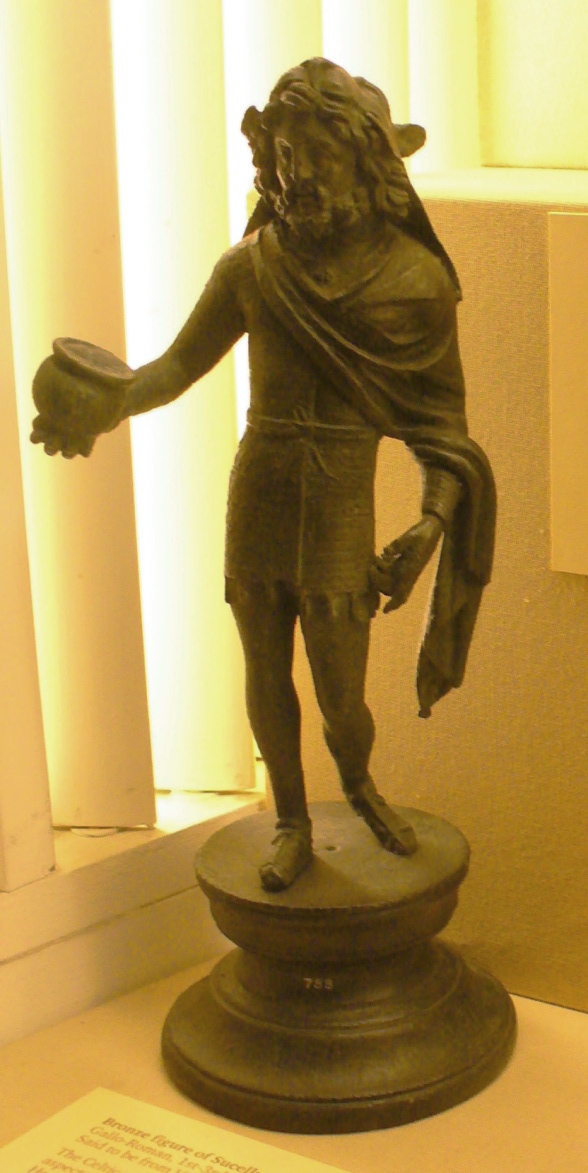
Bronzen beeldje van Sucellus uit Vienne.

In de Keltische mythologie was  Sucellus of Sucellos de god van de landbouw, het bos en de alcoholische dranken van de Galliërs.

## Sculpturen
Hij wordt meestal afgebeeld als een bebaarde man van middelbare leeftijd, met een lange steelhamer, of een bierton op een paal en een olla in de hand.
Zijn vrouw, Nantosuelta, wordt soms afgebeeld naast hem, veelal met allerlei symbolen die verband houden met welvaart en huiselijkheid.
Op het reliëf hiernaast uit Sarrebourg, niet ver van Metz, staat Sucellus bebaard afgebeeld, in een tuniek met een mantel over zijn linkerschouder. Hij houdt zijn hamer in zijn linkerhand en een olla in zijn rechter. Aan zijn rechterhand staat Nantosuelta, gehuld in een lang gewaad.
In haar linkerhand houdt ze een klein huisvormig voorwerp met twee ronde gaten en een puntdak - misschien een duivenhok - op een lange stok. In haar rechterhand heeft ze een patera waaruit zij een vloeistof (wijn?) giet op een cilindrische altaar.
Boven de figuren is een inscriptie zichtbaar en onder hen in zeer laag reliëf een vogel (een raaf?). Dit reliëf werd door Reinach (1922, pp.217-232), mede aan de hand van de vorm van de letters, gedateerd aan het einde van de eerste eeuw of begin van de tweede eeuw.

## Vermeldingen
Er zijn minstens elf, meest Gallische, vermeldingen en/of verwijzingen naar Sucellus bekend.
(Jufer & Luginbühl p.63)
Eentje (RIB II, 3/2422.21) is uit York in Engeland.
In een vermelding uit Augst (in de oudheid, Augusta Rauricorum) wordt Sucellus vermeld als Silvanus (AE 1926, 00040).
In honor(em) / 
d(omus) d(ivinae) deo Su/
cello Silv(ano) / 
Spart(us) l(ocus) d(atus) d(ecreto) d(ecurionum)
Deze aanpassing van Sucellus naar Silvanus is ook bekend uit kunstwerken uit Narbonensis. (Duval 78)